# Publio Claudio Pulcro (console 184 a.C.)
Publio Claudio Pulcro (in latino Publius Claudius Pulcher; fl. II secolo a.C.) è stato un militare e politico romano.

## Biografia
Figlio di Appio Claudio Pulcro, fu edile curule nel 189 a.C. e pretore nel 188 a.C. . Nel 184 a.C. fu eletto console anche grazie alle forti interferenze del fratello Appio Claudio Pulcro, console nell'anno delle elezioni . Per riconoscenza, mentre si stava preparando una nuova guerra contro Filippo, inviò il fratello Appio a capo di una ambasciata in Grecia, sia per osservare i movimenti di Filippo, sia per convincere le città alleate dei macedoni a rompere i rapporti e a cambiare fronte.
Nel 181 a.C. fu uno dei triumviri preposti alla fondazione della colonia di Gravisca in Etruria .